# Distretto di Mackenzie
Il distretto di Mackenzie è un'autorità territoriale della Nuova Zelanda che si trova entro i confini della regione di Canterbury, nell'Isola del Sud. La sede del Consiglio distrettuale si trova nella città di Fairlie.

## Geografia fisica
Quresto Distretto è uno dei meno densamente popolati dell'intera nazione, con soli 0,5 abitanti per chilometro quadrato. Ciò è dovuto anche al fatto che il territorio è prevalentemente montuoso: si trova infatti sulle pendici della catena montuosa delle Alpi meridionali. 
Entro i confini del Distretto si trova anche il monte più alto della Nuova Zelanda, il Monte Cook.
Parte del territorio del Distretto di Mackenzie è protetto, trovandosi all'interno del parco nazionale l'Aoraki/Mount Cook, un Patrimonio dell'umanità dell'UNESCO.
Il centro principale è Fairlie, il capoluogo, che conta circa 700 abitanti; inoltre vi sono i piccoli insediamenti di Mount Cook Village, Lake Tekapo e Twizel.

## Economia
L'economia del Distretto si basa fondamentalmente su due sole voci: il turismo e l'agricoltura, soprattutto per quanto riguarda l'allevamento delle pecore e la conseguente produzione e lavorazione di latte e lana.